# FAHD
FAHD – współczesny egipski transporter opancerzony

## Historia
W 1985 roku konsorcjum Arab Organization for Industrialization (AOI) założone przez Egipt, Katar, Arabię Saudyjską i Zjednoczone Emiraty Arabskie zakupiło licencję na budowę opracowanego w niemieckiej firmie Henschel Wehrtechnik projekt transportera opancerzonego oznaczonego jako TH390.
Był to pojazd kołowy opracowany na podwoziu samochodu ciężarowego Mercedes-Benz w układzie z napędem 4 x 4. Na podwoziu tym zbudowano pojazd opancerzony o pancerzu grubości 15 mm chroniący załogę przed pociskami karabinowymi do kal. 7,62 mm oraz odłamkami. Pierwszą wersją tego pojazdu produkowana seryjnie od 1986 roku był transporter do przewozu 10 żołnierzy i nie posiadał on uzbrojenia, nie licząc uzbrojenia osobistego załogi oraz przewożonych żołnierzy.
W związku z tym, że pojazd ten sprawdził się w warunkach polowych przystąpiono do opracowywania innych wersji tego pojazdu. W ten sposób powstały wersje:
- FAHD APC – transporter opancerzony, wersja podstawowa
- FAHD-240 AFV – bojowy wóz piechoty wyposażony w wieże pochodzącą z radzieckiego bojowego wozu piechoty BMP-2 z działkiem kal. 30 mm i sprzężonym z nim karabinem maszynowym kal. 7,62 mm
- FAHD AFV – bojowy wóz piechoty wyposażony w wyrzutnie przeciwpancernych pocisków kierowania i 1 karabin maszynowy kal. 7,62 mm
- FAHD Command – wóz dowodzenia
- FAHD ML i MD – wozy saperskie do stawiania i usuwania min
- FAHD – ambulans sanitarny
- FAHD – wóz remontowy pola walki
- FAHD – wersja policyjna przystosowania do tłumienia zamieszek.

## Opis konstrukcji
Transporter opancerzony FAHD jest zbudowany na podwoziu kołowym o napędzie 4 x 4.
Kadłub prostokątny, z przodu nachylony. Z przodu kadłuba znajdują się miejsca dla dowódcy pojazdu i kierowcy, pod nimi umieszczony jest silnik. Za nimi znajduje się przedział desantowy dla 10 (w przypadku zamontowania wieżyczki) lub 12. Z przodu kadłuba z prawej i lewej strony pojazdu znajdują się drzwi załogi a z tyłu dla desantu. Z boku pojazdu znajdują się otwory, w których można zamocować broń strzelecką żołnierzy po cztery z każdej strony. Kadłub opancerzony jest blachą pancerną o grubości 15 mm. W wersji FAHD AFV pojazd posiada wieżyczkę pochodzącą z bojowego wozu piechoty BMP-2.
Napęd pojazdu stanowi silnik wysokoprężny umieszczony z przodu pojazdu pod miejscami załogi.
Układ jezdny kołowy 4 x 4 o napędzie na wszystkie koła z możliwością regulacji ciśnienia we wszystkich kołach w ruchu.

## Użycie
Transportery te użytkowane są w armii egipskiej, gdzie w 2004 roku było 100 transporterów tego typu wszystkich wersji. W mniejszej liczbie użytkowany jest on także w Sudanie i Omanie. Posiadała je również armia kuwejcka, lecz zostały one zniszczone w 1990 roku w czasie inwazji Iraku na Kuwejt.
Transportery FAHD zostały użyte przez wojska egipskie w misjach pokojowych m.in. w byłej Jugosławii.